# Gundremmingen
Gundremmingen ist eine Gemeinde im schwäbischen Landkreis Günzburg.

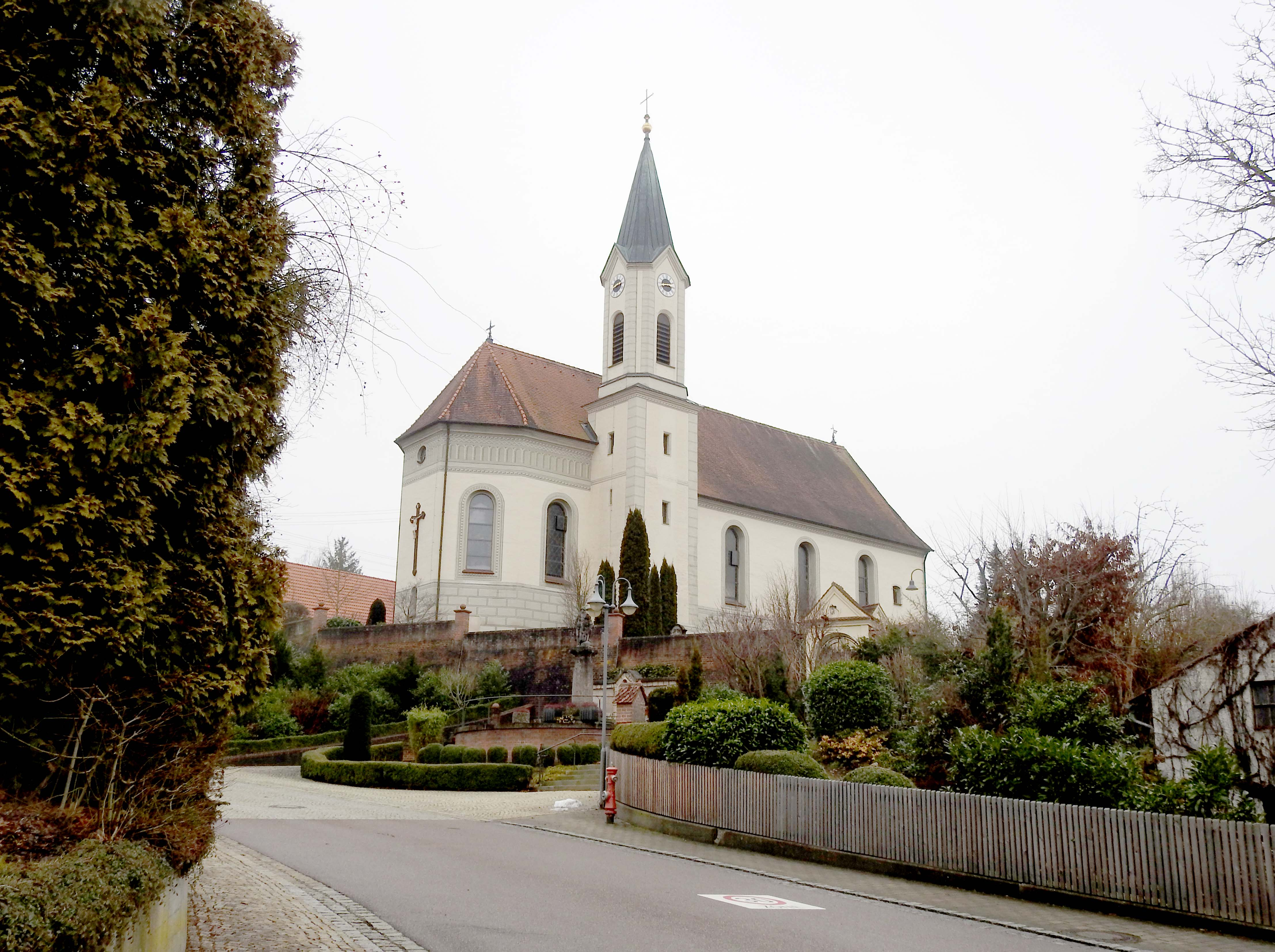
Pfarrkirche St. Martin in Gundremmingen

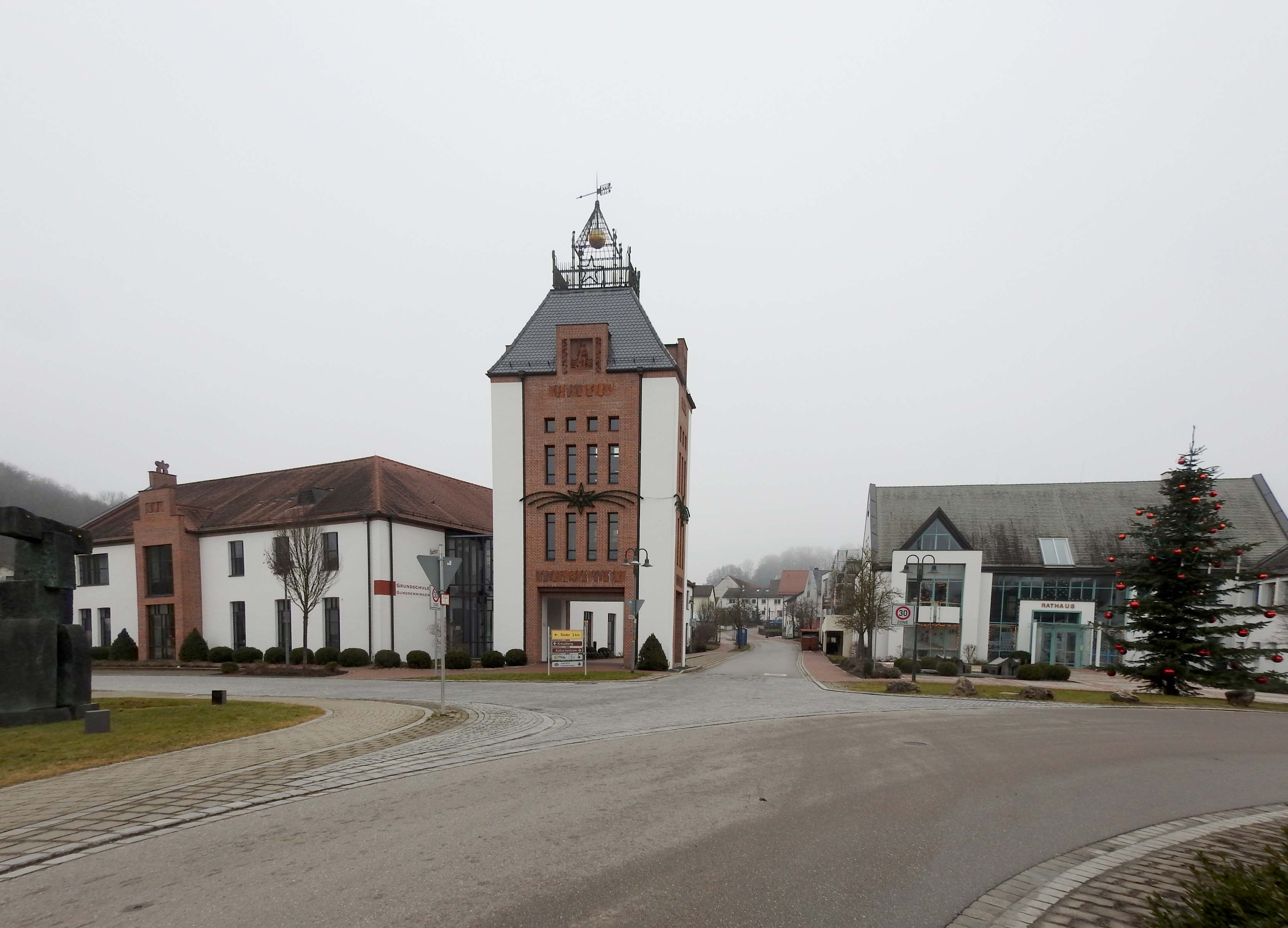
Rathausplatz mit Schule und Rathaus

## Geographie
Der Hauptort liegt im Donauried nahe der Einmündung der Mindel (rechter Nebenfluss) in die Donau. Es gibt keine weiteren Gemeindeteile.

## Geschichte

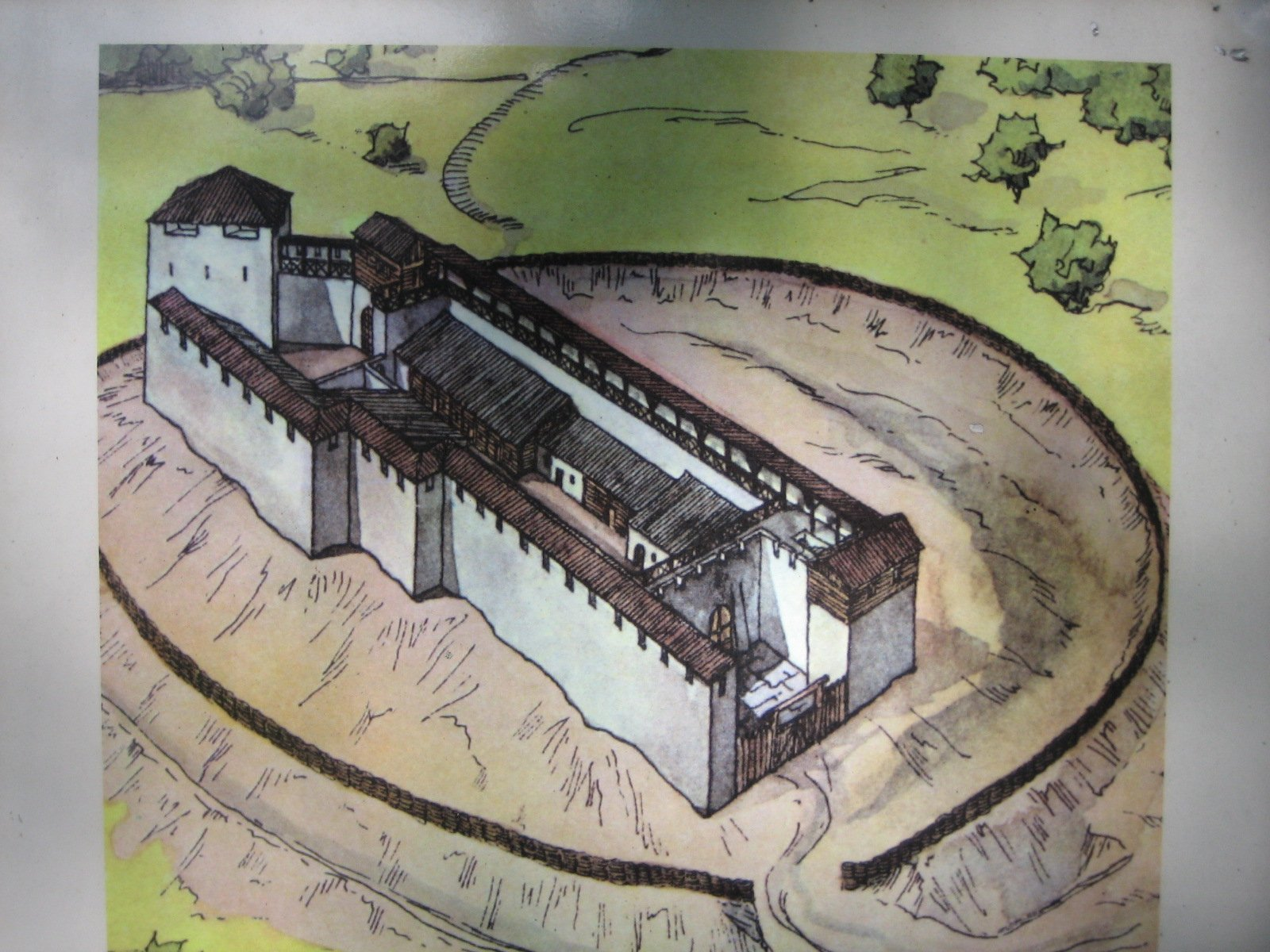
Rekonstruktion des spätrömischen Kastells Bürgle.

Auf dem Gebiet der Gemeinde sind Reste eines römischen Kastells, des sogenannten Bürgle, nachgewiesen. Es wurde südlich der Donau zur Grenzsicherung errichtet, nachdem es den Alemannen in den Jahren 213, 233 und 259/260 gelungen war, die durch den Limes markierte römische Nordgrenze zu überrennen. Das Bürgle war Teil der spätrömischen Grenzsicherung in Raetien und gehörte zum Donau-Iller-Rhein-Limes. Um 380 n. Chr. wurde es zerstört.
Der Ort ist durch eine germanische Sippe gegründet worden, deren Anführer wohl „Guntram“ war. Eine erste urkundliche Erwähnung findet sich im Codex Eberhardi aus dem 12. Jahrhundert. Um etwa 800 n. Chr. hat danach „Hiltwin“ dem Kloster Fulda Liegenschaften zu „Guntramingen“ mit sechs Unfreien übereignet.
Das Dorf war über Jahrhunderte hinweg bäuerlich geprägt. Im Bauernkrieg 1525 schlossen sich mehrere Bewohner dem Leipheimer Haufen an.
Gundremmingen gehörte zur Herrschaft Aislingen innerhalb des Hochstifts Augsburg und fiel mit dem Reichsdeputationshauptschluss ab 1803 an Bayern.
Am 1. April 1822 gründete Ignaz Lindl, vormaliger Pfarrer der Gemeinde Gundremmingen, die Kolonie Sarata in Bessarabien. Von den 70 Gründungsfamilien waren ein guter Teil aus Gundremmingen ausgewandert.

### Einwohnerentwicklung
Zwischen 1988 und 2018 wuchs die Gemeinde von 1151 auf 1326 um 175 Einwohner bzw. um 15,2 %.

## Politik
Die Gemeinde ist Mitglied der Verwaltungsgemeinschaft Offingen.

### Gemeinderat und Bürgermeister
Der Gemeinderat hat zwölf Mitglieder. Er setzt sich aufgrund der Wahl vom 15. März 2020 wie folgt zusammen:
- Gemeinsam für Gundremmingen: 4 Sitze (35,1 %)
- CSU: 4 Sitze (31,3 %)
- Freie Wählergem./Unabhängige Wählergem.: 2 Sitze (17,5 %)
- Junge Union: 2 Sitze (16,0 %)

Bei den Kommunalwahlen 2002 und 2008 entfielen jeweils auf die CSU acht und auf die Freie Wählergemeinschaft/Unabhängige Wählergemeinschaft vier Sitze. Bei der Kommunalwahl 2014 ergab sich folgende Sitzverteilung im Gemeinderat: 5 CSU, 4 GFG und 3 Freie Wähler.
Erster Bürgermeister war von 1996 bis April 2014 Wolfgang Mayer (FWG/UWG). Sein Nachfolger ist seit Mai 2014 Tobias Bühler (CSU); dieser wurde am 15. März 2020 für weitere sechs Jahre im Amt bestätigt und ist weiteres Mitglied im Gemeinderat.

### Wappen
| Wappen von Gundremmingen | Blasonierung: „Über goldener Zinnenmauer mit Torturm im Schildfuß in Blau ein goldenes Atomsymbol.“ |
| Wappen von Gundremmingen | Wappenbegründung: Die Mauer mit Torturm weist auf die römische Ausgrabungsstätte Bürgle hin, nordöstlich von Gundremmingen gelegen. Hier stand um 335/340 n. Chr. ein römisches Kastell mit gewaltigen Mauern zur Sicherung des Limes. Die Anlage, ein schmaler Rechteckbau mit zwei Eingängen an den Schmalseiten, zwei Toren und zwingerartigen Vorhöfen, ist einmalig unter den bisherigen Ausgrabungen aus römischer Zeit. Das Atomsymbol bezieht sich auf die Tatsache, dass Gundremmingen bekannter Standort eines Kernkraftwerkes ist. Dieses Wappen wird seit 1970 geführt. |

## Kultur und Sehenswürdigkeiten

### Musik
Seit der Wiedergründung im Jahr 1985 hat sich die Blaskapelle Gundremmingen zu einem guten Mittelstufenorchester entwickelt und wurde auch ein festes Element im kulturellen Leben der Gemeinde. Neben Auftritten bei Festen oder Veranstaltungen innerhalb- und außerhalb der Gemeindegrenzen wird seit 1988 jährlich ein Frühjahrskonzert veranstaltet und als Mitglied im Allgäu-Schwäbischen Musikbund nimmt die Kapelle regelmäßig an deren Wertungsspielen teil. Seit 2005 ist die "Joe Gleixner Bigband" Teil des Musikvereins.

### Museen
Das Heimatmuseum im Rathaus zeigt Stationen der Ortsgeschichte Gundremmingens von der römischen Besiedlung mit dem Kastell auf dem „Bürgle“ über den Bauernkrieg von 1525 bis hin zur Gründung des ersten bayerischen Kernkraftwerks in den 1960er Jahren.

## Bildung
- Grundschule
- Außenstelle Volkshochschule Günzburg

## Kernkraftwerk
Durch den Bau des örtlichen Kernkraftwerks, des damals an der Leistung gemessen größten europäischen Stromerzeugers dieser Art, änderte sich die Struktur des Ortes. Ursprünglich sollte dieses Kernkraftwerk in Bertoldsheim, einem kleinen Ort an der Donau zwischen Donauwörth und Neuburg/Donau, gebaut werden. Infolge von Protesten der Stadt Nürnberg, die dort Brunnen ihrer Fernwasserversorgung hat, wurden diese Pläne aufgegeben und der neue Standort im schwäbischen Gundremmingen gewählt. Ein dort aufflackernder Protest von Bauern erlosch nach Inaussichtstellung finanzieller Vorteile innerhalb weniger Monate. Nach vierjähriger Bauzeit wurde am 12. November 1966 erstmals elektrische Energie in das Verbundnetz gespeist.
Block A war bis zu einem Störfall 1977 in Betrieb, bei dem das Reaktorgebäude großflächig radioaktiv kontaminiert wurde. Es war in Deutschland der erste und bisher einzige Großunfall eines Atomkraftwerks mit Totalschaden. Dieser Block A wird seit 1983 rückgebaut. Der Rückbau sollte bis zum Jahr 2005 abgeschlossen werden. Die abgebaute Gesamtmasse beträgt nach Betreiberangaben insgesamt rund 8200 Tonnen. Ein Großteil davon wird mit in Gundremmingen entwickelten Verfahren einer Wiederverwertung zugeführt. Der Massenanteil, der tatsächlich wegen Radioaktivität endgelagert werden muss, liegt bei etwa zehn Prozent.
Im Jahr 1976 wurde in Umsetzung langjähriger Pläne der RWE und auch als Folge der zuvor erlebten Ölkrise mit dem Bau der beiden 1344 Megawatt-Blöcke B und C begonnen. Sie lieferten seit 1984 Energie ins Netz. Gemessen am Bedarf an elektrischer Energie in Bayern reichte die Leistung aus, um etwa 30 Prozent dieses Bedarfs zu decken. Die beiden Reaktoren waren zusammen das größte Kernkraftwerk Deutschlands (Stand Dezember 2017). Sie gehören zu 75 Prozent der in Essen ansässigen RWE und zu 25 Prozent E.ON. Block B wurde infolge des Atomausstiegs am 31. Dezember 2017 vom Netz genommen, Block C am 31. Dezember 2021.
Im Rahmen des Atomausstiegs wurde zum 1. Juli 2005 der Transport abgebrannter Brennelemente zur Wiederaufbereitung von Kernbrennstoffen untersagt. Deshalb mussten die Betreiber Zwischenlager an den Kraftwerksstandorten errichten. Das Zwischenlager in Gundremmingen erlaubt das Abstellen von 192 Castoren. Der Bau begann im August 2004. Mehrere Klagen gegen die atomrechtliche Genehmigung sind vom Bayerischen Verwaltungsgerichtshof in München mit Urteil vom 2. Januar 2006 abgelehnt worden. Eine Beschwerde gegen die Nichtzulassung der Revision wurde vom Bundesverwaltungsgericht im August 2006 abgewiesen. Seitdem werden die Castoren eingelagert.

## Persönlichkeiten
- Anton Hauser (1840–1913), römisch-katholischer Priester und Person der Arbeiterbewegung
- Pfarrer Richard Harlacher (* 16. Januar 1935) wurde am 18. Januar 2015 zum Ehrenbürger ernannt; er wirkte zu dem Zeitpunkt seit 46 Jahren im Ort.[6]